# Museo de Bellas Artes de Montgomery
El Museo de Bellas Artes de Montgomery es un museo ubicado en Montgomery, Alabama. La colección permanente incluye  pinturas y esculturas estadounidenses de los siglos XIX y XX, arte regional del sur, obras de los antiguos maestros y artes decorativas. También alberga una galería de arte participativa y un estudio para niños. El edificio fue diseñado por el estudio de arquitectura de Barganier, Davis y Sims, de Montgomery, y se inauguró en 1988. En 1993 se completó una ampliación.

## Historia
El Museo de Bellas Artes de Montgomery fue fundado en 1930 con la misión de "recopilar, preservar, exhibir e interpretar arte de la más alta calidad para el enriquecimiento, la iluminación y el disfrute de su público". Es el museo de bellas artes más antiguo de Alabama y fue el primer museo de Alabama en ser acreditado por la Alianza Americana de Museos en junio de 1978. El museo se trasladó a su sede en el Parque Cultural Blount, en 1988.
La colección permanente consta de pinturas, esculturas y obras en papel que representan el trabajo de artistas de reputación nacional y regional. El núcleo de la colección estadounidense es Blount Collection of American Art, un grupo de cuarenta y un pinturas que incluye obras de John Singer Sargent, Edward Hopper y Winslow Homer. Además posee una colección de obras de viejos maestros, que incluye Rembrandt, Alberto Durero y James McNeill Whistler. El museo alberga una amplia gama de exposiciones temporales con piezas de colecciones internacionales y estadounidenses, así como obras de artistas contemporáneos.

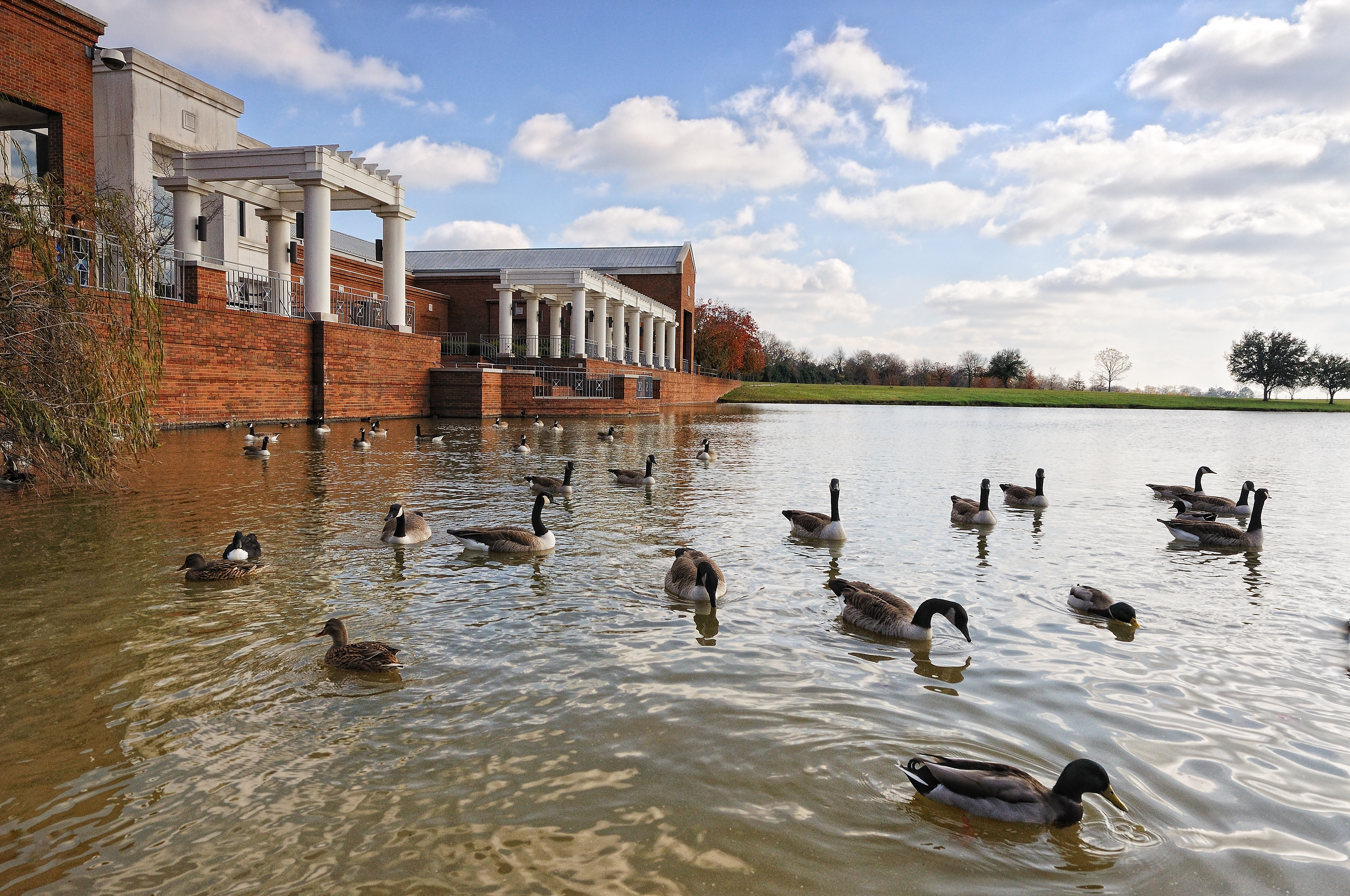
Otra vista del museo junto al lago.

La biblioteca de referencia de arte del Museo tiene más de 4000 volúmenes, publicaciones periódicas, cintas de video y CD, disponibles para quienes necesiten información o estén investigando. Un componente importante del programa educativo es ARTWORKS, una galería interactiva diseñada para interpretar elementos de la colección permanente del Museo a través de exhibiciones prácticas. La galería ARTWORKS atrae a más de 60 000 personas cada año.[cita requerida] Otros programas incluyen un espectáculo de marionetas para jóvenes en edad preescolar; un programa de visitas guiadas para estudiantes de tercer grado en las Escuelas Públicas de Montgomery; programas extracurriculares para jóvenes desatendidos y el curso de historia del arte que permite a los estudiantes de secundaria obtener créditos universitarios. La programación educativa se ofrece a través de talleres, recorridos, conferencias y otras actividades. De una asistencia anual de 160 000 visitantes, el museo estima que aproximadamente la mitad de sus visitantes participan en una oferta educativa.
El Museo recibe aproximadamente dos tercios de su presupuesto anual de la ciudad y el condado de Montgomery, y el resto se proporciona a través de la Asociación Museo de Bellas Artes de Montgomery, un grupo de apoyo privado. Las membresías corporativas e individuales constituyen la mayor fuente de ingresos de la Asociación MBAM. Se generan ingresos adicionales a través de la Tienda del Museo, eventos especiales, ventas por catálogo y tarifas del programa. El Museo completó recientemente una campaña para recaudación de fondos  que logró reunir 8 millones de dólares para dotación y expansión de sus edificios. La nueva ala de educación, operativa en marzo de 2007, ofrece espacio para la galería y duplicó el tamaño de la galería interactiva ARTWORKS y el espacio del estudio. Esta expansión permite que el museo se adapte mejor a las demandas del creciente interés público. El museo es miembro del programa de Museos Recíprocos de América del Norte.
En 2014 el Musei inició la construcción de un jardín de esculturas en un espacio de tres acres al lado este del edificio y que colinda con el parque. El proyecto tuvo un costo de 3 millones de dólares y se estimó su inauguración a mitad de 2016. Finalmente el museo abrió el jardín de esculturas John y Joyce Caddell en 2018. El jardín cuenta con exhibiciones itinerantes de todo el mundo.

## Galerías y colecciones

### Galerías Hudson y Krenshaw
- Jacques Amans, Portrait of J.A. Rozier
- Adolph Weinman, Rising Day
- Adolph Weinman, Descending Night

### Colección Blount
- John Singer Sargent, Mrs. Louis E. Raphael (Henriette Goldschmidt) (ca. 1906)
- John Singleton Copley, Joseph Henshaw (ca. 1770-1774)
- John Sloan, Grand Central Station (1924)

### Artes Decorativas
- Fábrica de porcelana de Worcester, Jarra (1754-1755
- Fábrica de porcelana de Worcester, Tetera y tapa (ca. 1758-1760)

### Galería joven
- Dale Kennington, Long Day, Late Night (2002-2004)

### Estudio Glass (Weil Atrium)
- Robin Grebe, Sybil (2006)
- William Morris, Vasija Relicario (1998)

### Jardín de esculturas John y Joyce Caddell
- Adam Bodine, What You Say (2012)
- Craigger Browne and Marcello Giorgi, Nostra Luna (2019)
- Deborah Butterfield, Isbelle (2001)
- Patrick Dougherty, Rough and Tumble (2020)
- Casey Downing, Jr., Circular (2018)
- Christopher Fennell, Skate Leaves, (2018)
- Randy Gachet, Hollow Sphere Theory (2018)
- Jamey Grimes, Teraxacum (2019)
- Joe Minter, The Sweat of the Mule and the Sharecropper (s.d.)
- Joe Minter, Tools of the Sharecropper (s.d.)
- Joe Minter, The Next Generation of Sharecroppers (s.d.)
- Joe Minter, The Zulu Chief Surrounded by Four Warriors (s.d.)
- Chris Boyd Taylor, Stadium Sphere no. 1 (2018)
- Craig Wedderspoon, Oval (2018)
- Jessie Duncan Wiggin, Untitled (Nymph) (1933)